# Volta a Espanya de 1936
La Volta a Espanya de 1936 fou la 2a edició de la Volta a Espanya i es disputà entre el 5 i el 31 de maig de 1936, amb un recorregut de 4.364 km dividits en 21 etapes, amb inici i final a Madrid. Van prendre la sortida 51 corredors, 43 dels quals eren espanyols, i dels quals 26 acabaren la cursa. La cursa es va disputar sota un clima polític molt tens, que pocs dies després de finalitzar la cursa va dur a l'inici de la Guerra Civil.
El vencedor final, per segon any consecutiu, fou el belga Gustaaf Deloor, que es va veure afavorit per una caiguda del gran rival de l'edició anterior, el català Marià Cañardo, en la primera etapa que li va fer perdre tota opció a la victòria final. El primer ciclista espanyol fou Julián Berrendero, que acabà en quarta posició.
En aquesta edició destaca el paper de Vicente Carretero, vencedor de 5 etapes. Salvador Molina guanyà la classificació de la muntanya. El líder de la classificació general s'identificava amb un mallot taronja que el diferenciava de la resta del gran grup.

## Etapes
| Etapa | Recorregut                | Km  | Vencedor d'etapa        | Líder de la general  |
| ----- | ------------------------- | --- | ----------------------- | -------------------- |
| 1a    | Madrid - Salamanca        | 210 | Joseph Huts (BEL)       | Joseph Huts (BEL)    |
| 2a    | Salamanca - Càceres       | 214 | Gustaaf Deloor (BEL)    | Gustaaf Deloor (BEL) |
| 3a    | Càceres - Sevilla         | 270 | Vicente Carretero (ESP) | Gustaaf Deloor (BEL) |
| 4a    | Sevilla - Màlaga          | 212 | Gustaaf Deloor (BEL)    | Gustaaf Deloor (BEL) |
| 5a    | Màlaga - Granada          | 132 | Vicente Carretero (ESP) | Gustaaf Deloor (BEL) |
| 6a    | Granada - Almeria         | 185 | Gustaaf Deloor (BEL)    | Gustaaf Deloor (BEL) |
| 7a    | Almeria - Alacant         | 306 | Marià Cañardo (ESP)     | Gustaaf Deloor (BEL) |
| 8a    | Alacant - València        | 184 | Antonio Bertola (ITA)   | Gustaaf Deloor (BEL) |
| 9a    | València - Tarragona      | 279 | Salvador Cardona (ESP)  | Gustaaf Deloor (BEL) |
| 10a   | Tarragona - Barcelona     | 139 | Vicente Carretero (ESP) | Gustaaf Deloor (BEL) |
| 11a   | Barcelona - Saragossa     | 293 | Alphonse Schepers (BEL) | Gustaaf Deloor (BEL) |
| 12a   | Saragossa - Sant Sebastià | 265 | Alphonse Schepers (BEL) | Gustaaf Deloor (BEL) |
| 13a   | Sant Sebastià - Bilbao    | 160 | Vicente Carretero (ESP) | Gustaaf Deloor (BEL) |
| 14a   | Bilbao - Santander        | 199 | Alfons Deloor (BEL)     | Gustaaf Deloor (BEL) |
| 15a   | Santander - Gijón         | 194 | Marià Cañardo (ESP)     | Gustaaf Deloor (BEL) |
| 16a   | Gijón - Ribadeo           | 155 | Rafael Ramos (ESP)      | Gustaaf Deloor (BEL) |
| 17a   | Ribadeo - La Corunya      | 157 | Alphonse Schepers (BEL) | Gustaaf Deloor (BEL) |
| 18a   | La Corunya - Vigo         | 175 | Vicente Carretero (ESP) | Gustaaf Deloor (BEL) |
| 19a   | Vigo - Verín              | 178 | Fermín Trueba (ESP)     | Gustaaf Deloor (BEL) |
| 20a   | Verín - Zamora            | 205 | Antonio Bertola (ITA)   | Gustaaf Deloor (BEL) |
| 21a   | Zamora - Madrid           | 250 | Emiliano Álvarez (ESP)  | Gustaaf Deloor (BEL) |

## Classificacions

### Classificació general
| Classificació General | Classificació General   | Classificació General |
| Pos.                  | Ciclista                | Temps                 |
| --------------------- | ----------------------- | --------------------- |
| 1.                    | Gustaaf Deloor (BEL)    | 150h 07' 54"          |
| 2.                    | Alfons Deloor (BEL)     | + 11' 39"             |
| 3.                    | Antonio Bertola (ITA)   | + 17' 54"             |
| 4.                    | Julián Berrendero (ESP) | + 23' 14"             |
| 5.                    | Antoni Escuriet (ESP)   | + 28' 54"             |
| 6.                    | Rafael Ramos (ESP)      | + 49' 29"             |
| 7.                    | Alphonse Schepers (BEL) | + 58' 18"             |
| 8.                    | Emiliano Álvarez (ESP)  | + 1h 05' 47"          |
| 9.                    | Fermín Trueba (ESP)     | + 1h 07' 22"          |
| 10.                   | Marià Cañardo (ESP)     | + 1h 18' 05"          |

### Classificació de la muntanya
|   | Ciclista                | Punts |
| - | ----------------------- | ----- |
| 1 | Salvador Molina (ESP)   | 78    |
| 2 | Julián Berrendero (ESP) | 72    |
| 3 | Fermín Trueba (ESP)     | 63    |